# Josep Canal i Viñas
Josep Canal i Viñas (Granollers, 21 de maig de 1922 - Granollers, 11 de setembre de 2006) fou un futbolista català de la dècada de 1940.

## Trajectòria
Jugava d'interior. Va defensar els colors de l'EC Granollers, el RCD Espanyol i el Reial Madrid. Arribà al FC Barcelona la temporada 1946-47. La seva millor temporada fou la 1948-49, en la qual fou titular de l'equip. Romangué cinc temporades al club, fins al 1951, en les quals guanyà dues lligues (1947-48 i 1948-49), una copa (1950-51), una copa Eva Duarte (1948) i una copa Llatina (1949). Al club blaugrana va disputar un total de 45 partits i va fer 20 gols. Posteriorment jugà a l'Hèrcules CF.
Era cosí-germà del també futbolista Antoni Barnils i Viñas.